# Alcubilla de Nogales
Alcubilla de Nogales település Spanyolországban,  Zamora tartományban. Alcubilla de Nogales Arrabalde, Villageriz, San Esteban de Nogales és Alija del Infantado községekkel határos. Lakosainak száma 108 fő (2024).

## Népesség
A település lakosságának változását az alábbi diagram mutatja:
| Lakosok száma | 201  | 185  | 163  | 146  | 145  | 137  | 131  | 117  | 116  | 108  |
|               | 2001 | 2004 | 2007 | 2009 | 2012 | 2014 | 2017 | 2019 | 2022 | 2024 |